# Ronald Graham (ufficiale)
Ronald Graham (Yokohama, 19 luglio 1896 – Isola di Arran, 23 giugno 1967) è stato un ufficiale inglese.

## Carriera
Graham era uno studente di medicina, quando la prima guerra mondiale scoppiò. Nel 1915, entrò a far parte della Royal Naval Division. Nel mese di settembre, entrò nella Royal Naval Air Service come sottotenente. Nel 1916, ha prestato servizio presso il Dover Seaplane Base. Si è poi trasferito a Dunkerque. Contribuì a creare il Saint Pol Seaplane Defence Flight, il 30 luglio 1917. Graham distrusse un idrovolante tedesco il 19 giugno 1917 mentre pilotava un Sopwith Baby, e un altro mentre pilotava un Sopwith Pup il 12 agosto 1917, quest'ultimo insieme a Leonard Slatter.
In seguito venne trasferito al Sopwith Camels. Nel maggio 1918 prese il comando del No. 213 Squadron RAF. In totale gli è stato accreditato cinque vittorie aeree.
Allo scoppio della seconda guerra mondiale, Graham divenne commodoro.